# Sebastián Uriza
Sebastián Uriza (* 1861 in Bluefields, Nicaragua) war vom 11. bis 14. November 1926 Präsident von Nicaragua.

## Leben
Sebastián Uriza war Mitglied des Partido Conservador de Nicaragua in Bluefields. 1894 ließ José Santos Zelaya die Miskitoküste besetzen. 1907 ließ Theodore Roosevelt den Ort Bluefields besetzen, um US-Interessen zu wahren. Im Juli 1907 wurde Sebastián Uriza verhaftet, da er verdächtigt wurde an einen Aufstand gegen José Santos Zelaya beteiligt gewesen zu sein. Sebastián Uriza erkrankte in der Haft in Granada und nach einem Haftprüfungstermin am 7. August 1907 wurde er gegen Zahlung von 50.000 Córdobas auf freien Fuß gesetzt.
Mit der US-Militärintervention in Nicaragua 1909–1925 kam der Partido Conservador an die Macht und Sebastián Uriza als Delegierter für El Rama in die verfassungsgebende Versammlung.
1911 war Sebastián Uriza Mitunterzeichner der Verfassung als Delegierter und Grundstückseigentümer aus Bluefields.
1913 war Sebastián Uriza als Abgeordneter für Estelí im Parlament und Parlamentspräsident und unterzeichnete als solcher die nicaraguanische Nationalhymne Salve a ti, Nicaragua.
Sebastián Uriza war ein Vertrauter des Parteivorsitzenden Emiliano Chamorro Vargas. Dieser beauftragte ihn 1920 den Namen der Stadt San Pedro de Metapa in Ciudad Darío zu ändern.
Am 14. März 1923 unterschrieb Sebastián Uriza das Washingtoner Übereinkunft zur Vereinheitlichung des Arbeitsschutzgesetzgebung.
Bei der US-Militärintervention in Nicaragua 1926–1933 ernannte das Parlament am 11. November 1926 Sebastián Uriza zum Präsidenten. Dieser wurde aber von der US-Regierung genauso wenig anerkannt wie Emiliano Chamorro Vargas, welcher sich an die Macht geputscht hatte und nun Verteidigungsminister war. Erst als am 14. November 1926 das Parlament den Buchhalter eines US-Minenkonzerns, Adolfo Díaz, zum Präsidenten ernannte, wurde dieser von der US-Regierung anerkannt.